# Kleanthes

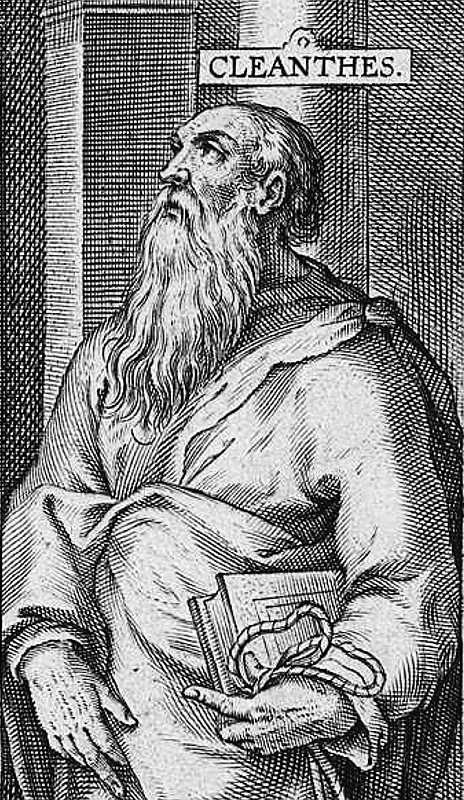
Kleanthes

Kleanthes (klassisk grekiska: Κλεάνθης, latin: Cleanthes), född ca 330 f.Kr. i Assos, död ca 230 (250) f.Kr., grekisk stoisk filosof och Zenons efterträdare som den andre skolarken (föreståndaren) för den stoiska skolan i Aten när denne dog ca 262 f.Kr. och höll denna post i 32 år. Han utformade nya idéer i den stoiska fysiken och utvecklade stoicismen i enlighet med materialismens och panteismens principer. Bland de fragment av Kleanthes skrifter som bevarats är hans Hymn till Zeus det största. Hans elev Krysippos efterträdde honom som föreståndare och kom att bli en av de främsta stoiska tänkarna.

## Levnad
Kleanthes föddes i Assos i Troas (nuvarande västra Turkiet) kring 330 f.Kr. Enligt Diogenes Laertios var ha son till Fanias och i sin ungdom var han boxare. Med bara fyra drachmeer på fickan kom han till Aten, där han började med filosofi. Först gick han på cynikern Krates' föreläsningar och sedan på stoikern Zenons. För att försörja sig arbetade han hela nätterna som vattenbärare åt en trädgårdsmästare, vilket gav honom tillnamnet Freantles (grekiska: Φρεάντλης, "källvattensamlaren"). Eftersom han tillbringade hela dagarna med att studera filosofi utan något synbart försörjningsstöd, kallades han inför areopagen för att redogöra för hur han levde. Domarna var så tillfredsställda med hans bevisning av det arbete han utförde, att de tilldömde honom tio mina – men Zenon ville inte tillåta honom att ta emot dem. Hans förmåga till tålmodigt uthärdande, eller kanske hans långsamhet, gav honom öknamnet "Åsnan" bland sina medstudenter – ett namn som han sägs ha varit glad åt, eftersom det visade att hans rygg var stark nog att bära vad än Zenon lastade på den.
Uppskattningen för hans höga moraliska kvaliteter gjorde att han vid Zenons död 262 f.Kr. utsågs till skolans föreståndare. Han fortsatte dock att försörja sig själv genom kroppsarbete. Bland hans elever fanns hans efterträdare Krysippos och Antigonos II Gonatas, som han mottog 3000 mina från. Han dog vid 99 års ålder, cirka 230 f.Kr. Det berättas att ett magsår tvingade honom att fasta en tid. Han fortsatte fastan och sade att eftersom han redan var halvvägs på dödens stig, så tänkte han inte bemöda sig med att gå tillbaka i sina fotspår.
Simplikios, som skrev på 500-talet e.Kr., nämner att en staty av Kleanthes fortfarande fanns att se vid Assos, och att den rests av den romerska senaten.

## Filosofi
Kleanthes var betydelsefull för stoicismens utveckling, satte sin personliga prägel på skolans fysiska spekulationer och gav enhet åt det stoiska systemet med sin materialism. Han skrev ett femtiotal verk, av vilka endast fragment kvarstår genom författare som Diogenes Laertios, Stobaeus, Cicero, Seneca och Plutarchos.

### Fysik
Kleanthes revolutionerade den stoiska fysiken med teorin om spänning (τόνος, tonos) som skilde den stoiska materialismen från alla uppfattningar om materien som död och trög. Han utvecklade den stoiska panteismen och tillämpade sin materialistiska syn på logiken och etiken. Sålunda menade han att själen var en materiell substans och att detta visades av att: (a) inte bara kroppsliga, utan även själsliga egenskaper, vidarebefordrades från föräldrarna till avkomman och (b) samhörigheten mellan kropp och själ som ses i att om när kroppen såras så lider själen och när själen plågas av exempelvis ångest så påverkas kroppen på motsvarande sätt. Kleanthes lärde också att själen fortlever efter döden, men intensiteten i dess existens varierar med styrkan eller svagheten hos själen i fråga.
Kleanthes betraktade solen som gudomlig - eftersom den underhåller allt levande, påminner den om den gudomliga elden som (enligt stoisk fysik) ger liv åt allt levande, sålunda måste den också vara del av universums livgivande eld eller eter. Han anklagade Aristarchos för ogudaktighet då han med sin heliocentriska världsbild vågat försätta "universums hjärta" (d.v.s. jorden) i rörelse. Det längsta kvarvarande fragmentet av Kleanthes är en del av hans Hymn till Zeus (Ύμνος εις Δία) som bevarats hos Stobaeus, i vilken han anger att ära och hedra Zeus som det högsta privilegiet för alla förnuftiga varelser:

### Etik
Kleanthes vidhöll inte bara att njutning inte är något gott, utan att den dessutom "strider mot naturen" och "saknar värde". Enligt hans åsikt är de stoiska passionerna (kärlek, fruktan, sorg) svagheter - de saknar det tryck och den anspänning (som han envetet betonade), på vilken själens, liksom kroppens, styrka beror och som skapar självkontroll och moralisk styrka i människorna, såväl som den förädlar varje dygd. Han sade i en slående passage: "Folk går omkring i dårskap i hela sina liv, eller i alla fall större delen därav. Om de någonsin förvärvar en god egenskap, så är det sent och på livets sista höst."
Zenon hade sagt att livets mål var att "leva i harmoni", vilket antydde att endast det passionslösa förnuftslivet i slutänden kunde vara i harmoni med sig själv. Kleanthes har fått äran av att tillägga orden "med naturen" och på såväl fulländat det välkända idealet att målet är att leva "i harmoni med naturen". För Kleanthes betydde detta först och främst att leva i enlighet med universums ordning, för universum är styrt av förnuft och alla har privilegiet att känna eller kunna bekanta sig med världsordningen, att känna igen det som rationellt och med glädje anpassa sig till det. Detta är enligt honom äkta fri vilja som inte handlar utan motiv, skild från ett uppsatt ändamål, eller godtyckligt, utan ödmjukt bifaller världsordningen och allt som händer en. Vägen att följa Universums Natur kan spåras i hans berömda bön:

O Zeus och höga Öde, fören ständigt mig

den väg jag enligt eder vilja vandra bör.

Jag vill er lyda utan knot - Gör jag det ej,

så syndar jag, och måste lyda er ändå.

Ödet vägleder den villige, men håller tillbaka den ovillige.

## Sentida inflytande
José Enrique Rodó berättar i sin novell Ariel att Kleanthes under sitt nattarbete skulpterade Zenons lärdomar i sten.